# Marie-Hélène Lafon
Marie-Hélène Lafon (Aurillac, 1 de octubre de 1962) es una profesora y escritora francesa.

## Biografía
«Nacida en una familia de campesinos», según sus propias palabras, proviene de Cantal, donde vivió hasta los 18 años. Su padre Jean Lafon y su madre Jeanne son campesinos. Fue estudiante en dos internados religiosos en Saint-Flour.
Su departamento de origen, Cantal, y su río, Santoire, son el telón de fondo de la mayoría de sus novelas.
Luego se fue a París para estudiar en la Sorbona, donde obtuvo una maestría en latín y el CAPES en letras modernas. Obtuvo un Diploma de Estudios Avanzados (DEA) en la Universidad Sorbona Nueva-París 3 y un doctorado en Literatura en la Universidad de París VII Denis Diderot. Se convirtió en agrégée de grammaire en 1987. Enseñó francés, latín y griego en el colegio Saint Exupéry, en los suburbios de París, luego en Paris, donde vive. Soltera y sin hijos, dice que "nunca quiso".
«Empecé a escribir tarde, a los 34 años». Su primera novela, Le Soir du chien, recibió el premio Renaudot de los estudiantes en 2001. Este libro es su primera publicación, pero anteriormente escribió cuentos cortos, para los que no pudo encontrar editor, incluidos Liturgie, Alphonse y Jeanne, que se publicó al año siguiente en la colección Liturgie, galardonado con el Premio Renaissance de la Nouvelle en 2003.
En sus obras, a veces se refiere a las lecturas que le influyeron, idiomas y autores como Louis Calaferte, Gustave Flaubert o Jean Genet.
En 2015, la película para televisión L'Annonce fue una adaptación de su novela homónima de 2009, dirigida por Julie Lopes-Curval, con Alice Taglioni y Éric Caravaca, producida por Arte. El lugar de rodaje fue Auvernia, en el Puy-de-Dôme.
En 2019 aparece una serie de entrevistas, Le Pays d'en haut, que entregó a Fabrice Lardreau, en las que ofrece un manifiesto de la literatura contemporánea centrado en la vida del campo, elevado al rango de mitología. También hace un repaso de las lecturas que le influyeron y de las que la escribieron.
Ganó el premio Renaudot el 30 de noviembre de 2020 por su novela Histoire du fils.

## Obras

### Novelas
- Le Soir du chien : novela, Paris, Éditions Buchet/Chastel, 2001, 144 p. ISBN 978-2-283-01853-8. - Premio Renaudot des lycéens
- Sur la photo : novela, Paris, Éditions Buchet/Chastel, 2003, 152 p. ISBN 978-2-283-01904-7.
- Mo : novela, Paris, Éditions Buchet/Chastel, 2005, 147 p. ISBN 2-283-01965-6.
- Les Derniers Indiens : novela, Paris, Éditions Buchet/Chastel, 2008, 204 p. ISBN 978-2-283-02231-3.
- La Maison Santoire, novela, Saint-Pourçain-sur-Sioule, France, Bleu autour, 2008, 16 p. ISBN 978-2-283-02477-5.
- L'Annonce : novela, Paris, Éditions Buchet/Chastel, 2009, 208 p. ISBN 978-2-283-02348-8.
- Les Pays : novela, Paris, Éditions Buchet/Chastel,[4] 2012, 208 p. ISBN 978-2-283-02477-5. - Premio Globe de cristal
- Joseph, novela, Paris, Éditions Buchet/Chastel, 2014, 144 p. ISBN 978-2-283-02644-1
- Histoires, novela, Paris, Éditions Buchet/Chastel, 2015, 312 p. ISBN 978-2-283-02903-9. - Premio Goncourt de la noticia
- Nos vies, novela, Paris, Éditions Buchet/Chastel, 2017, 192 p. ISBN 978-2-283-02976-3.
- Histoire du fils, novela, Paris, Éditions Buchet/Chastel, 2020, 176 p. ISBN 978-2-283-03280-0[5]·[6] – Premio Renaudot. En España, Minúscula, 2022.

### Noticias y textos breves
- Liturgie : noticias, Paris, Éditions Buchet/Chastel, 2002, 138 p. ISBN 2-283-01893-5. - Premio Renaissance de la Nouvelle
- Organes : noticias, Paris, Éditions Buchet/Chastel, 2006, 133 p. ISBN 978-2-283-02095-1.
- Gordana, ilustrado por Nihâl Martli : noticia. Paris, Éditions du Chemin de fer, 2012, 60 p. ISBN 978-2-916130-41-5.
- Album, Paris, Éditions Buchet/Chastel, 2012, 112 p. ISBN 978-2-283-02572-7.
- Traversée, Paris, Éditions Créaphis, Fondation pour l'action culturelle internationale en montagne,  2013, 46 p. ISBN 978-2-35428-073-4

### Ensayos y entrevistas
- Chantiers, Paris, Éditions des Busclats, 2015, 120 p. ISBN 978-2-36166-032-1
- Le Pays d'en haut : entrevistas con Fabrice Lardreau, Paris, Éditions Arthaud, 2019, 143 p. ISBN 2-08-144383-X.